# East Midlands Counties Football League
The Northern Counties East Football League är en ny engelsk fotbollsliga bildad 2008. Den har en division som ligger på nivå 10 i det engelska ligasystemet. Den började spela vid starten av 2008-09 års säsong, åtta klubbar vardera från Central Midlands Football League, Leicestershire Senior League och två lag från Northern Counties East Football League flyttades till den nya ligan.

## Mästare
| Säsong  |                 |
| ------- | --------------- |
| 2008–09 | Kirby Muxloe    |
| 2009–10 | Dunkirk         |
| 2010–11 | Gresley         |
| 2011–12 | Heanor Town     |
| 2012–13 | Basford United  |
| 2013–14 | Thurnby Nirvana |
| 2014–15 | Bardon Hill     |
| 2015–16 | St Andrews      |
| 2016–17 | West Bridgford  |
| 2017–18 | Dunkirk         |
| 2018–19 | Selston         |

### Webbkällor
Den här artikeln är helt eller delvis baserad på material från engelskspråkiga Wikipedia, tidigare version.